# فینال‌های ان‌بی‌ای ۲۰۰۵
فینال‌های ان‌بی‌ای ۲۰۰۵ دور قهرمانی اتحادیهٔ ملی بسکتبال (ان‌بی‌ای) در فصل ۰۵–۲۰۰۴ و دور پایانی بازی‌های حذفی ان‌بی‌ای در ۲۰۰۵ می‌باشد. در این دور و برای کسب عنوان نخست رقابت‌های فصل تیم سن آنتونیو اسپرز قهرمان کنفرانس غرب در سری بازی‌های بهترین از هفت که با مزیت بازی‌های خانگی برای این تیم همراه بود، به دیدار دیترویت پیستونز مدافع عنوان قهرمانی و قهرمان کنفرانس شرق رفت.
برای نخستین بار از سال ۱۹۹۴ بازی‌های دور پایانی به بازی شمارهٔ ۷ کشیده شد و در پایان تیم اسپرز با نتیجهٔ ۴ بر ۳ توانست به پیروزی برسد و جام قهرمانی ان‌بی‌ای را از آن خود کند. دیترویت برای نخستین بار پس از فینال‌های ۱۹۸۸ در رقابت پایانی شکست خورد.
بازی‌های این سری در ایالات متحدهٔ آمریکا از ABC و رادیو ESPN پخش گردید.

## پیش‌زمینه

### مسیر فینال‌ها
| سن آنتونیو اسپرز (قهرمان کنفرانس غرب)                               | سن آنتونیو اسپرز (قهرمان کنفرانس غرب) | دیترویت پیستونز (قهرمان کنفرانس شرق) | دیترویت پیستونز (قهرمان کنفرانس شرق)                                 |
| ------------------------------------------------------------------- | ------------------------------------- | ------------------------------------ | -------------------------------------------------------------------- |
| الگو:2004–05 NBA West standingsسید دوم در غرب، دومین رکورد برتر لیگ | فصل عادی                              | فصل عادی                             | الگو:2004–05 NBA East standingsسید دوم در شرق، پنجمین رکورد برتر لیگ |
| پیروزی برابر (۷) دنور ناگتس، ۴–۱                                    | دور یکم                               | دور یکم                              | پیروزی برابر (۷) فیلادلفیا سونتی‌سیکسرز، ۴–۱                          |
| پیروزی برابر (۳) سیاتل سوپرسانیکس، ۴–۲                              | نیمه‌نهایی‌های کنفرانس                  | نیمه‌نهایی‌های کنفرانس                 | پیروزی برابر (۶) ایندیانا پیسرز، ۴–۲                                 |
| پیروزی برابر (۱) فینیکس سانز، ۴–۱                                   | فینال‌های کنفرانس                      | فینال‌های کنفرانس                     | پیروزی برابر (۱) میامی هیت، ۴–۳                                      |

### سری‌های فصل عادی
دو دیدار این دو تیم در فصل عادی، با بردهای خانگی توسط تیم‌های میزبان همراه بود:
| ۳ دسامبر ۲۰۰۴ |

|  |

| دیترویت پیستونز ۷۷, سن آنتونیو اسپرز ۸۰ |

| ۲۰ مارس ۲۰۰۵ |

|  |

| سن آنتونیو اسپرز ۱۰۱, دیترویت پیستونز ۱۱۰ |

## خلاصه سری
| بازی   | تاریخ            | تیم مهمان        | نتیجه                   | تیم میزبان       |
| ------ | ---------------- | ---------------- | ----------------------- | ---------------- |
| بازی ۱ | پنج‌شنبه، ۹ ژوئن  | دیترویت پیستونز  | ۶۹–۸۴ (۰–۱)             | سن آنتونیو اسپرز |
| بازی ۲ | یکشنبه، ۱۲ ژوئن  | دیترویت پیستونز  | ۷۶–۹۷ (۰–۲)             | سن آنتونیو اسپرز |
| بازی ۳ | سه‌شنبه، ۱۴ ژوئن  | سن آنتونیو اسپرز | ۷۹–۹۶ (۲–۱)             | دیترویت پیستونز  |
| بازی ۴ | پنج‌شنبه، ۱۶ ژوئن | سن آنتونیو اسپرز | ۷۱–۱۰۲ (۲–۲)            | دیترویت پیستونز  |
| بازی ۵ | یکشنبه، ۱۹ ژوئن  | سن آنتونیو اسپرز | ۹۶–۹۵ (وقت اضافه) (۳–۲) | دیترویت پیستونز  |
| بازی ۶ | سه‌شنبه، ۲۱ ژوئن  | دیترویت پیستونز  | ۹۵–۸۶ (۳–۳)             | سن آنتونیو اسپرز |
| بازی ۷ | پنج‌شنبه، ۲۳ ژوئن | دیترویت پیستونز  | ۷۴–۸۱ (۳–۴)             | سن آنتونیو اسپرز |

## ترکیب شروع‌کننده
| تالار مشاهیر بسکتبال نایسمیت‡ |

| سن آنتونیو   | پست | دیترویت        |
| ------------ | --- | -------------- |
| تونی پارکر   | PG  | چانسی بیلاپس   |
| مانو جینوبلی | SG  | ریچارد همیلتون |
| Bruce Bowen  | SF  | تیشان پرینس    |
| تیم دانکن‡   | PF  | رشید والاس     |
| نظر محمد     | C   | بن والاس       |

## خلاصه بازی‌ها
تمامی زمان‌ها بر اساس منطقه زمانی شرقی (یوتی‌سی ۴:۰۰-) می‌باشد.

### بازی ۱
| ۹ ژوئن 8:00 pm |

| Recap توسط Wayback Machine (بایگانی‌شده مارس ۱۶, ۲۰۰۹) |

| دیترویت پیستونز ۶۹, سن آنتونیو اسپرز ۸۴                         |  |                                                                                 |
| امتیاز بر پایه وقت: ۲۰–۱۷, ۱۷–۱۸, ۱۴–۲۰, ۱۸–۲۹                  |  |                                                                                 |
| امتیاز: چانسی بیلاپس ۲۵ ریباند: بن والاس ۸ پاس : چانسی بیلاپس ۶ |  | امتیاز: مانو جینوبلی ۲۶ ریباند: تیم دانکن ۱۷ پاس: رابرت هوری، تونی پارکر همگی ۳ |
| سن آنتونیو پیشتاز سری، ۱–۰                                      |  |                                                                                 |

### بازی ۲
| ۱۲ ژوئن 8:00 pm |

| Recap توسط Wayback Machine (بایگانی‌شده فوریه ۱۹, ۲۰۰۹) |

| دیترویت پیستونز ۷۶, سن آنتونیو اسپرز ۹۷                                          |  |                                                                  |
| امتیاز بر پایه وقت: ۱۹–۳۰, ۲۳–۲۸, ۲۱–۲۱, ۱۳–۱۸                                   |  |                                                                  |
| امتیاز: آنتونیو مک‌دایس ۱۵ ریباند: بن والاس، رشید والاس همگی ۸ پاس : رشید والاس ۴ |  | امتیاز: مانو جینوبلی ۲۷ ریباند: تیم دانکن ۱۱ پاس: مانو جینوبلی ۷ |
| سن آنتونیو پیشتاز سری، ۲–۰                                                       |  |                                                                  |

### بازی ۳
| ۱۴ ژوئن 9:00 pm |

| Recap توسط Wayback Machine (بایگانی‌شده مارس ۱۶, ۲۰۰۹) |

| سن آنتونیو اسپرز ۷۹, دیترویت پیستونز ۹۶                                       |  |                                                                   |
| امتیاز بر پایه وقت: ۲۷–۲۱, ۱۵–۲۰, ۲۳–۲۹, ۱۴–۲۶                                |  |                                                                   |
| امتیاز: تونی پارکر ۲۱ ریباند: تیم دانکن ۱۰ پاس : تیم دانکن، تونی پارکر همگی ۴ |  | امتیاز: ریچارد همیلتون ۲۴ ریباند: بن والاس ۱۱ پاس: چانسی بیلاپس ۷ |
| سن آنتونیو پیشتاز سری، ۲–۱                                                    |  |                                                                   |

### بازی ۴
| ۱۶ ژوئن 9:00 pm |

| Recap توسط Wayback Machine (بایگانی‌شده مارس ۱۶, ۲۰۰۹) |

| سن آنتونیو اسپرز ۷۱, دیترویت پیستونز ۱۰۲                                 |  |                                                                              |
| امتیاز بر پایه وقت: ۱۷–۲۳, ۱۹–۲۸, ۲۱–۲۳, ۱۴–۲۸                           |  |                                                                              |
| امتیاز: تیم دانکن ۱۶ ریباند: تیم دانکن ۱۶ پاس : Bowen, تونی پارکر همگی ۴ |  | امتیاز: چانسی بیلاپس، Hunter همگی ۱۷ ریباند: بن والاس ۱۳ پاس: چانسی بیلاپس ۷ |
| سری برابر، ۲–۲                                                           |  |                                                                              |

### بازی ۵
| ۱۹ ژوئن 9:00 pm |

| Recap توسط Wayback Machine (بایگانی‌شده مارس ۱۱, ۲۰۰۹) |

| سن آنتونیو اسپرز ۹۶, دیترویت پیستونز ۹۵ (وقت اضافه)            |  |                                                                 |
| امتیاز بر پایه وقت: ۲۱–۲۳, ۲۱–۱۹, ۲۲–۲۱, ۲۵–۲۶                 |  |                                                                 |
| امتیاز: تیم دانکن ۲۶ ریباند: تیم دانکن ۱۹ پاس : مانو جینوبلی ۹ |  | امتیاز: چانسی بیلاپس ۳۴ ریباند: بن والاس ۱۲ پاس: چانسی بیلاپس ۷ |
| سن آنتونیو پیشتاز سری، ۳–۲                                     |  |                                                                 |

### بازی ۶
| ۲۱ ژوئن 8:00 pm |

| Recap توسط Wayback Machine (بایگانی‌شده مارس ۱۶, ۲۰۰۹) |

| دیترویت پیستونز ۹۵, سن آنتونیو اسپرز ۸۶                           |  |                                                                                |
| امتیاز بر پایه وقت: ۲۳–۲۳, ۲۳–۲۴, ۲۵–۲۰, ۲۴–۱۹                    |  |                                                                                |
| امتیاز: ریچارد همیلتون ۲۳ ریباند: بن والاس ۹ پاس : چانسی بیلاپس ۶ |  | امتیاز: تیم دانکن، مانو جینوبلی همگی ۲۱ ریباند: تیم دانکن ۱۵ پاس: تونی پارکر ۵ |
| سری برابر، ۳–۳                                                    |  |                                                                                |

### بازی ۷
| ۲۳ ژوئن 8:00 pm |

| Recap توسط Wayback Machine (بایگانی‌شده فوریه ۱۹, ۲۰۰۹) |

| دیترویت پیستونز ۷۴, سن آنتونیو اسپرز ۸۱                            |  |                                                               |
| امتیاز بر پایه وقت: ۱۶–۱۸, ۲۳–۲۰, ۱۸–۱۹, ۱۷–۲۴                     |  |                                                               |
| امتیاز: ریچارد همیلتون ۱۵ ریباند: بن والاس ۱۱ پاس : چانسی بیلاپس ۸ |  | امتیاز: تیم دانکن ۲۵ ریباند: تیم دانکن ۱۱ پاس: مانو جینوبلی ۴ |
| سن آنتونیو برندهٔ سری، ۴–۳                                          |  |                                                               |

## آمارهای بازیکنان
سن آنتونیو اسپرز
| بازیکن              | GP | GS | MPG  | FG%   | 3FG%  | FT%   | RPG  | APG | SPG | BPG | PPG  |
| ------------------- | -- | -- | ---- | ----- | ----- | ----- | ---- | --- | --- | --- | ---- |
| Brent Barry         | ۷  | ۰  | ۲۰٫۶ | ۰٫۴۰۷ | ۰٫۳۷۵ | ۰٫۸۰۰ | ۲٫۱  | ۱٫۶ | ۰٫۶ | ۰٫۳ | ۴٫۶  |
| Bruce Bowen         | ۷  | ۷  | ۳۸٫۷ | ۰٫۳۸۰ | ۰٫۴۴۸ | ۰٫۶۶۷ | ۲٫۷  | ۲٫۰ | ۰٫۶ | ۰٫۷ | ۷٫۹  |
| Devin Brown         | ۶  | ۰  | ۵٫۸  | ۰٫۲۷۳ | ۰٫۵۰۰ | ۰٫۵۷۱ | ۱٫۰  | ۰٫۵ | ۰٫۰ | ۰٫۰ | ۱٫۸  |
| Tim Duncan          | ۷  | ۷  | ۴۰٫۷ | ۰٫۴۱۹ | ۰٫۰۰۰ | ۰٫۶۶۷ | ۱۴٫۱ | ۲٫۱ | ۰٫۴ | ۲٫۱ | ۲۰٫۶ |
| Manu Ginóbili       | ۷  | ۷  | ۳۶٫۰ | ۰٫۴۹۴ | ۰٫۳۸۷ | ۰٫۸۵۴ | ۵٫۹  | ۴٫۰ | ۱٫۳ | ۰٫۱ | ۱۸٫۷ |
| Robert Horry        | ۷  | ۰  | ۲۸٫۶ | ۰٫۴۴۴ | ۰٫۴۸۴ | ۰٫۷۳۳ | ۴٫۹  | ۲٫۱ | ۱٫۰ | ۰٫۷ | ۱۰٫۶ |
| Tony Massenburg     | ۳  | ۰  | ۳٫۰  | ۰٫۰۰۰ | ۰٫۰۰۰ | ۰٫۰۰۰ | ۱٫۰  | ۰٫۰ | ۰٫۰ | ۰٫۰ | ۰٫۰  |
| Nazr Mohammed       | ۷  | ۷  | ۲۲٫۶ | ۰٫۴۳۳ | ۰٫۰۰۰ | ۰٫۷۲۷ | ۶٫۰  | ۰٫۰ | ۰٫۳ | ۰٫۹ | ۴٫۹  |
| Radoslav Nesterović | ۴  | ۰  | ۶٫۵  | ۰٫۵۰۰ | ۰٫۰۰۰ | ۰٫۰۰۰ | ۲٫۰  | ۰٫۳ | ۰٫۰ | ۰٫۳ | ۰٫۵  |
| Tony Parker         | ۷  | ۷  | ۳۸٫۱ | ۰٫۴۵۸ | ۰٫۱۴۳ | ۰٫۴۳۸ | ۲٫۴  | ۳٫۴ | ۰٫۳ | ۰٫۱ | ۱۳٫۹ |
| Glenn Robinson      | ۳  | ۰  | ۴٫۷  | ۰٫۲۰۰ | ۰٫۰۰۰ | ۰٫۰۰۰ | ۱٫۰  | ۰٫۰ | ۰٫۰ | ۱٫۰ | ۰٫۷  |
| Beno Udrih          | ۵  | ۰  | ۸٫۸  | ۰٫۳۶۴ | ۰٫۵۰۰ | ۱٫۰۰۰ | ۱٫۰  | ۰٫۸ | ۰٫۲ | ۰٫۰ | ۲٫۴  |

دیترویت پیستونز
| بازیکن           | GP | GS | MPG  | FG%   | 3FG%  | FT%   | RPG  | APG | SPG | BPG | PPG  |
| ---------------- | -- | -- | ---- | ----- | ----- | ----- | ---- | --- | --- | --- | ---- |
| Carlos Arroyo    | ۵  | ۰  | ۶٫۰  | ۰٫۵۰۰ | ۰٫۰۰۰ | ۰٫۵۰۰ | ۰٫۲  | ۰٫۶ | ۰٫۲ | ۰٫۰ | ۲٫۲  |
| Chauncey Billups | ۷  | ۷  | ۴۰٫۱ | ۰٫۴۳۴ | ۰٫۲۹۷ | ۰٫۹۰۹ | ۵٫۰  | ۶٫۳ | ۱٫۰ | ۰٫۱ | ۲۰٫۴ |
| Elden Campbell   | ۱  | ۰  | ۱٫۰  | ۰٫۰۰۰ | ۰٫۰۰۰ | ۰٫۰۰۰ | ۰٫۰  | ۱٫۰ | ۰٫۰ | ۰٫۰ | ۰٫۰  |
| Ronald Dupree    | ۵  | ۰  | ۱٫۶  | ۰٫۰۰۰ | ۰٫۰۰۰ | ۰٫۰۰۰ | ۰٫۰  | ۰٫۰ | ۰٫۰ | ۰٫۰ | ۰٫۰  |
| Darvin Ham       | ۵  | ۰  | ۲٫۲  | ۰٫۵۰۰ | ۰٫۰۰۰ | ۰٫۰۰۰ | ۰٫۶  | ۰٫۰ | ۰٫۰ | ۰٫۰ | ۰٫۴  |
| Richard Hamilton | ۷  | ۷  | ۴۲٫۰ | .۳۸۶  | ۰٫۱۶۷ | ۰٫۷۵۰ | ۵٫۳  | ۲٫۶ | ۰٫۶ | ۰٫۱ | ۱۶٫۷ |
| Lindsey Hunter   | ۷  | ۰  | ۱۹٫۷ | ۰٫۳۸۱ | ۰٫۰۰۰ | ۰٫۸۷۵ | ۱٫۹  | ۲٫۷ | ۱٫۳ | ۰٫۱ | ۵٫۶  |
| Antonio McDyess  | ۷  | ۰  | ۲۱٫۹ | ۰٫۵۰۸ | ۰٫۰۰۰ | ۰٫۵۵۶ | ۷٫۳  | ۱٫۰ | ۰٫۹ | ۱٫۱ | ۱۰٫۱ |
| Darko Miličić    | ۳  | ۰  | ۲٫۰  | ۰٫۳۳۳ | ۰٫۰۰۰ | ۰٫۰۰۰ | ۰٫۷  | ۰٫۰ | ۰٫۰ | ۰٫۰ | ۰٫۷  |
| Tayshaun Prince  | ۷  | ۷  | ۳۹٫۱ | ۰٫۳۸۲ | ۰٫۱۱۱ | ۰٫۸۵۷ | ۴٫۹  | ۲٫۶ | ۱٫۴ | ۰٫۶ | ۱۰٫۱ |
| Ben Wallace      | ۷  | ۷  | ۴۰٫۰ | ۰٫۵۶۹ | ۰٫۰۰۰ | ۰٫۴۲۹ | ۱۰٫۳ | ۱٫۰ | ۱٫۷ | ۳٫۰ | ۱۰٫۷ |
| Rasheed Wallace  | ۷  | ۷  | ۳۲٫۷ | ۰٫۴۳۸ | ۰٫۲۹۴ | ۰٫۲۵۰ | ۵٫۶  | ۱٫۹ | ۲٫۰ | ۲٫۴ | ۱۰٫۹ |